# ビシュケク・トロリーバス
ビシュケク・トロリーバス（ロシア語: Бишкекский троллейбус）は、かつてキルギスの首都・ビシュケク市内に存在したトロリーバス。晩年となる2021年時点ではビシュケク市が所有する単一企業体のビシュケク・トロリーバス管理公社（МП «Бишкекское троллейбусное управление»、МП "БТУ"）によって運営されていたが、2024年までに廃止された。

## 概要
ビシュケク市内のトロリーバスが開通したのはソビエト連邦時代、都市名が「フルンゼ（Фрунзе）」と呼ばれていた1951年1月13日であった。当初は2路線のみであったが、以降は急速に路線を拡大し、1994年には最大18系統を有する大規模なトロリーバス網が完成した。以降は利用客の減少や路線網の整理などの理由で一部系統の廃止が実施されたものの、2021年時点でもビシュケク市内に多数の系統が運行されていた。また、2010年代以降は欧州復興開発銀行の支援を受け、ノンステップバスの大量導入をはじめとした近代化が行われた。
だが、ビシュケク市当局は2023年、利用客の減少や維持費用といった採算性の問題を理由に、トロリーバスを全面的に廃止し中国から輸入した電気バスを始めとした路線バス車両に置き換える旨を発表した。ビシュケク市民からの廃止反対運動も起きたが、施設の撤去は2024年以降急速に進められ、同年11月までに全区間の営業運転が終了した。ただし電気バスへの置き換えは進んでおらず、翌2025年時点でトロリーバスに代わって運用されているのは従来のディーゼルバスである。
晩年となる2021年時点での運行系統は以下の通りである。
| 系統番号 | 起点                | 終点                 | 備考 |
| -------- | ------------------- | -------------------- | ---- |
| 2        | Завод им. Фрунзе    | мкр. Аламедин-1      |      |
| 4        | Мясокомбинат        | Кож. завод           |      |
| 5        | мкр. Джал           | Восточный Автовокзал |      |
| 6        | 8 мкр.              | Западный автовокзал  |      |
| 7        | ж/м Ак Орго         | мкр. Тунгуч          |      |
| 8        | ж/м Ак Орго         | Восточный автовокзал |      |
| 9        | Институт земледелия | мкр. Аламедин-1      |      |
| 10       | мкр. Асанбай        | Мясокомбинат         |      |
| 11       | мкр. Асанбай        | Восточный Автовокзал |      |
| 14       | Киркомстром         | мкр. Джал            |      |
| 17       | мкр. Асанбай        | Кож. завод           |      |

## 車両
2021年現在、ビシュケク・トロリーバスで使用されている車両は以下の通りであった。前述の通り、2010年代以降は近代化のノンステップバスの導入が積極的に行われていた。廃止後、これらの車両はオシ（オシ・トロリーバス）など他都市へ譲渡されているものの、2025年時点では営業運転に就いていない事が確認されている。
| 車両形式                      | 車両形式                      | 両数 (2021年10月現在) | 備考・参考 |
| ----------------------------- | ----------------------------- | --------------------- | ---------- |
| ZiU-682                       | ZiU-682G-016.05               | 44両                  |            |
| ZiU-682                       | ZiU-682G-018 [G0P]            | 17両                  |            |
| ZiU-682                       | ZiU-682V-012 [V0A]            | 1両                   | 運用離脱中 |
| BKM 321                       | BKM 321                       | 24両                  |            |
| BKM 321                       | BKM 32102                     | 9両                   |            |
| VMZ-5298.01 "アヴァンガード"  | VMZ-5298.01 "アヴァンガード"  | 34両                  |            |
| トロルザ-5298.01 "オプティマ" | トロルザ-5298.01 "オプティマ" | 37両                  |            |

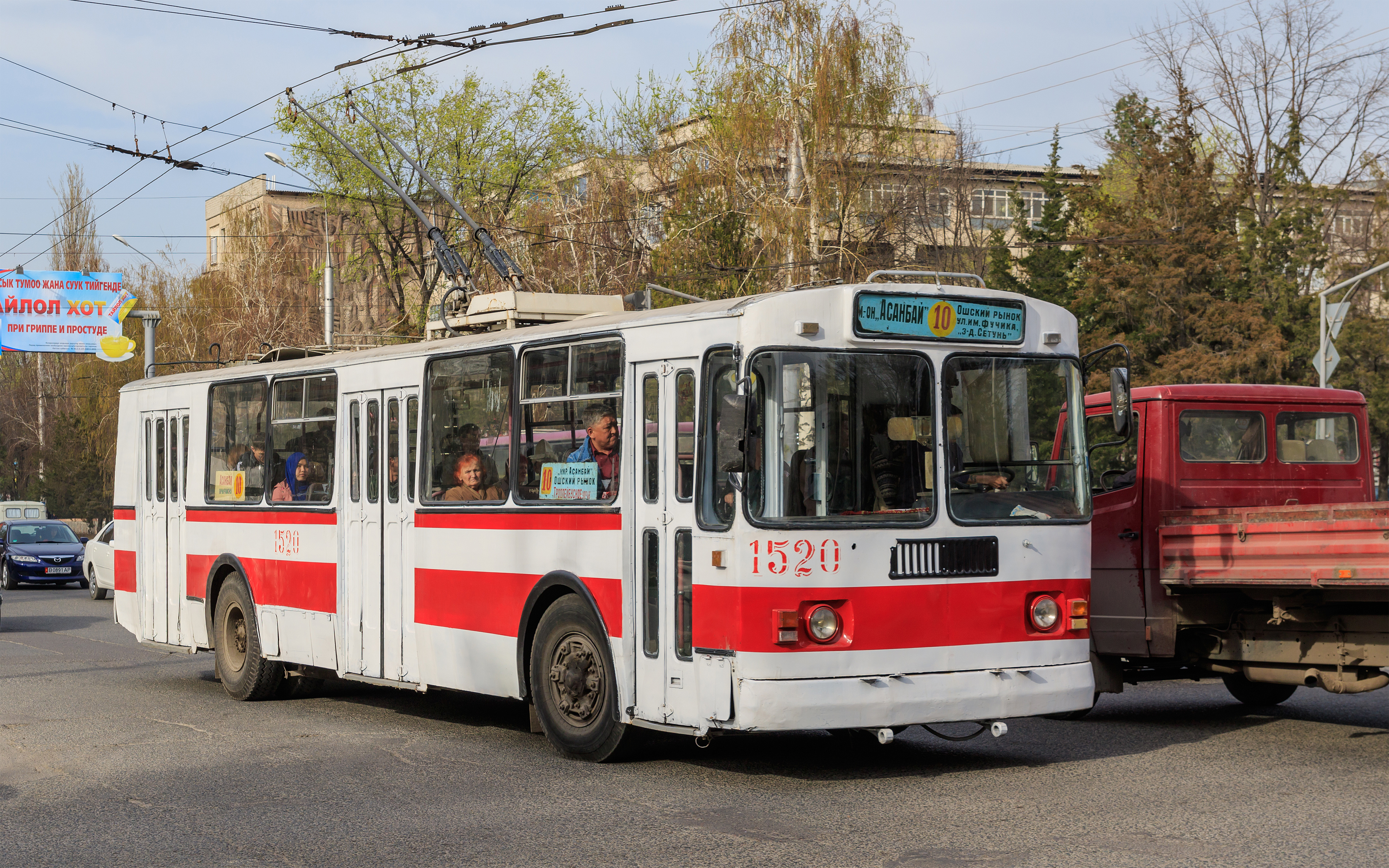
ZiU-682（2016年撮影）
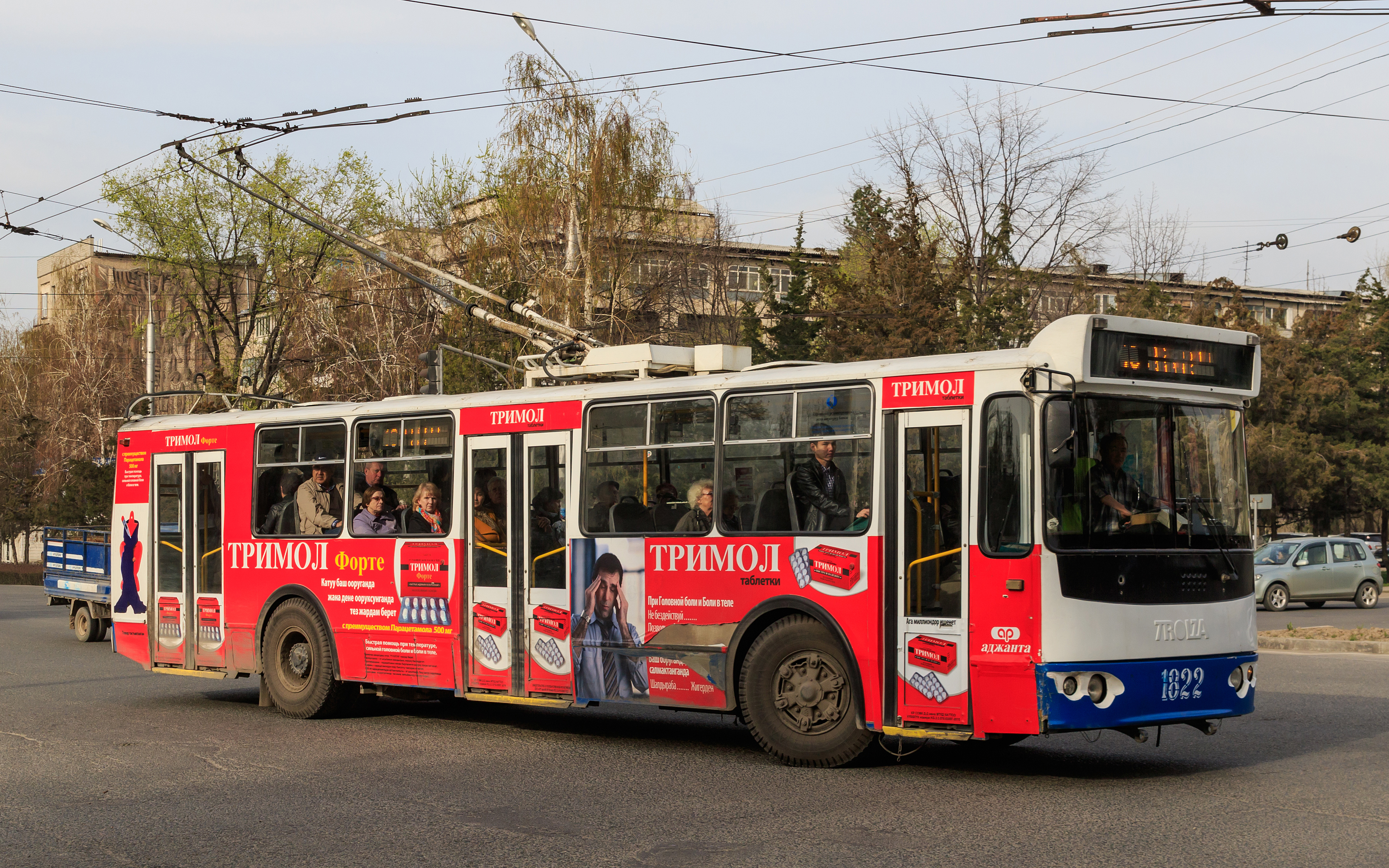
ZiU-682G-016.05（2016年撮影）
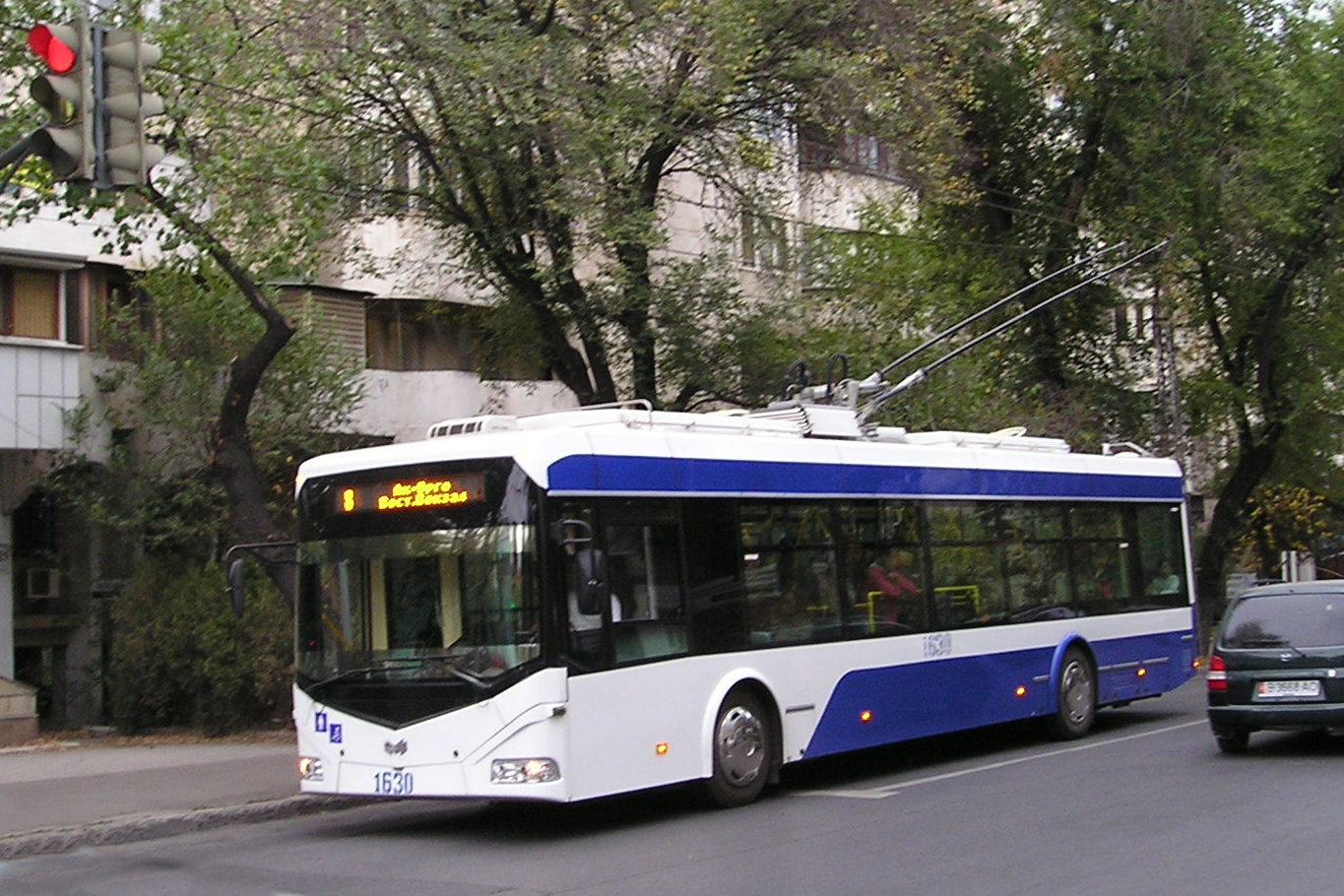
BKM 321（2018年撮影）
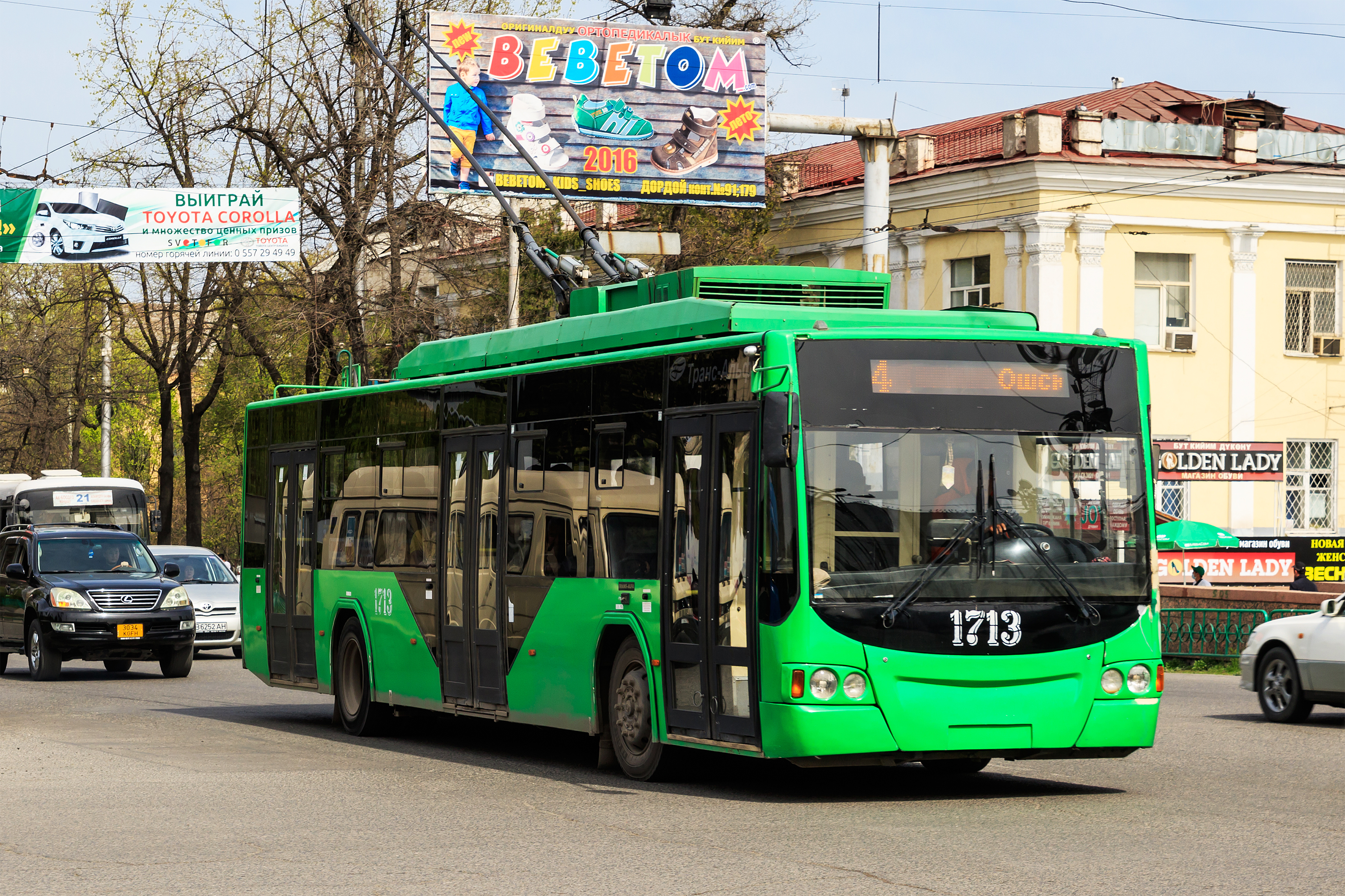
VMZ-5298.01（2016年撮影）